# Zigadenus
Zigadenus — рід квіткових рослин, що містить лише один вид, Zigadenus glaberrimus, який трапляється на південному сході США від Міссісіпі до Вірджинії.

## Класифікація
Рід є представником триби Melanthieae з родини Melanthiaceae. Молекулярні філогенетичні дослідження у 21 столітті призвели до ряду змін. Раніше ще близько 20 видів було включено до роду, але зараз їх перенесли до інших родів.
Види, які були перенесені до інших родів, перелічені нижче.
- Amianthium muscitotoxum
- Anticlea elegans
- Anticlea hintoniorum
- Anticlea mogollonensis
- Anticlea neglecta
- Anticlea sibirica
- Anticlea vaginata
- Anticlea virescens
- Anticlea volcanica
- Stenanthium densum
- Stenanthium gramineum
- Stenanthium leimanthoides
- Toxicoscordion brevibracteatum
- Toxicoscordion exaltatum
- Toxicoscordion fontanum
- Toxicoscordion fremontii
- Toxicoscordion nuttallii
- Toxicoscordion paniculatum
- Toxicoscordion venenosum
- Toxicoscordion micranthum